# 久保和彦
久保 和彦（くぼ かずひこ、1955年8月11日 - ）は、日本の元俳優。本名同じ。
兵庫県出身。立命館大学経営学部卒業。文学座に所属していた。

## 人物
1980年代に文学座所属の若手俳優として活動。1984年、特撮テレビドラマ『宇宙刑事シャイダー』（テレビ朝日）に悪の組織フーマの戦闘隊長・ヘスラー指揮官役でレギュラー出演した。当時のインタビューでは「とにかく子供たちに憎まれようと演技もオーバーにして演ってます。」と語っている。また、当時の記事では「渋めの二枚目」と紹介されている。
趣味は、ツーリング、酒を呑むこと。

## 出演

### テレビドラマ
- 宇宙刑事シャイダー（1984年 - 1985年、ANB） - ヘスラー指揮官
- そして戦争が終った（1985年、TBS） - 坂井新一
- 東芝日曜劇場 / 精霊ながし（1985年、TBS）
- 深夜にようこそ 第4話（1986年、TBS）
- 女ともだち（1986年、TBS） - 杉下
- 大都会25時（1987年、ANB） - 記者

### 映画
- 宇宙刑事シャイダー（1984年、東映） - ヘスラー指揮官
- 宇宙刑事シャイダー 追跡! しぎしぎ誘拐団（1984年、東映） - ヘスラー指揮官
- 植村直己物語（1986年、東宝）

### 舞台
- ショート・アイズ
- オセロー